# Ragh
Ragh (persisch شهرستان راغ) oder Raghistan (persisch شهرستان راغستان) ist eines der 28 Distrikte der Provinz Badachschan im Osten Afghanistans. Ragh liegt im nordwestlichen Teil der Provinz, seine Hauptstadt ist Ziraki. 2020 lebten 44.773 Menschen im Distrikt.
Eines der besonderen Merkmale von Ragh ist, dass nahezu alle Bewohner Dari-Persisch sprechen. Ragh grenzt an die badachschanischen Distrikte Yaftal Bala, Yaftali Sufla, Khwahan, Kuf Ab, Maimay, Shighnan, Arghanj Khwa und Shahri Buzurg, und im Westen ab Tadschikistan.
Die wichtigsten Flüsse Raghistans sind Yawan, Rawinj, Siab Dasht, Du Dara und Rahe Dara. In Ragh gibt es nur wenige Schulen. Die meisten Menschen leben von Landwirtschaft und Viehzucht.
Der Distrikt leidet unter sehr kalten und harten Wintern und ist anfällig für Naturkatastrophen wie Lawinen, Erdrutsche, Erdbeben, Dürren und Überschwemmungen.
Die Region ist auch für ihre Gold- und Quarzminen berüchtigt.